# Carcharhinus macloti
Cá nhám mõm dài (danh pháp khoa học: Carcharhinus macloti) là một loài cá mập mắt trắng (họ Carcharhinidae), tên tiếng Anh: hardnose shark (cá mập/nhám mõm cứng, có tên như vậy vì có các sụn vôi hóa mạnh tại mõm của chúng). Loài cá nhám nhỏ có màu đồng này đạt chiều dài 1,1 m (3,6 ft), cơ thể mảnh mai, mõm dài và nhọn. Hai vây lưng có kích thước khiêm tốn của chúng có rìa phía sau kéo dài rất đặc trưng. Loài cá nhám này phân bố rộng khắp ở tây Ấn Độ-Thái Bình Dương, từ Kenya tới nam Trung Quốc và bắc Australia. Nó sinh sống trong vùng nước ấm áp, nông gần bờ.